# Mōryō no Hako
Mōryō no Hako (japanisch 魍魎の匣 ‚Kiste der Naturgeister‘) ist ein Roman des japanischen Autors Natsuhiko Kyōgoku von 1995. Ab 2007 erschien eine Adaption als Manga von Aki Shimizu, die in Deutschland unter dem Titel Box of Spirits erscheint. Das Werk wurde auch als Kinofilm und Animeserie adaptiert.

## Inhalt
Der Kommissar Shūtarō Kiba (木場 修太郎) ermittelt in einer mysteriösen Mordserie, in der in Kisten gepackte, zerstückelte Mädchen gefunden werden. Zuvor war er bereits Zeuge, wie das Mädchen Kanako unter ungeklärten Umständen vor einen Zug fiel. Diese wurde daraufhin in ein seltsames Krankenhaus gebracht. Gemeinsam mit seinem Mitarbeiter Fukumoto (福本), dem Antiquar und Priester Akihiko „Kyōgokudō“ Chūzenji (中禅寺 秋彦/京極堂) und dem Schriftsteller Tatsumi Sekiguchi (関口 巽) versucht Kiba, den Fall zu lösen.

## Veröffentlichungen

### Print-Veröffentlichungen
Mōryō no Hako erschien erstmals 1995 bei Kodansha in Japan. Es folgten mehrere Neuauflagen. Der Roman bildet den zweiten Teil von Natsuhiko Kyōgokus neunteiligem Hyakki-Yakō-Zyklus.
Die Manga-Adaption von Aki Shimizu wurde von August 2007 bis April 2010 im Manga-Magazin Kai von Kodansha veröffentlicht. Es folgte eine Ausgabe in fünf Sammelbänden. Eine französische Übersetzung erschien bei Soleil und eine italienische bei Star Comics. Tokyopop brachte den Manga unter dem Titel Box of Spirits von September 2013 bis Juni 2014 auf Deutsch heraus.

### Kinofilm
Am 22. Dezember 2007 kam ein Film in die japanischen Kinos, der auf Grundlage des Romans entstanden ist. Regisseur war Masato Harada, der auch das Drehbuch schrieb.

### Anime
Studio Madhouse animierte unter der Regie von Ryōsuke Nakamura den Roman als 13-teilige Anime-Serie. Sadayuki Murai schrieb das Drehbuch und Asako Nishida war für das Charakterdesign verantwortlich, das ursprünglich von Clamp entworfen wurde. Die künstlerische Leitung hatte Hidetoshi Kaneko inne. NTV zeigte die Serie vom 8. Oktober bis zum 31. Dezember 2008 nach Mitternacht (und damit am vorigen Fernsehtag) erstmals im japanischen Fernsehen.
Am 22. Mai 2009 erschien auf der Blu-ray-Box mit Mōryō no Hako: Hako no Yūrei no Koto (魍魎の匣「中禅寺敦子の事件簿 箱の幽霊の事」) eine 16-minütige Extrafolge.

#### Synchronsprecher
| Rolle             | Japanische Stimme (Seiyū) |
| ----------------- | ------------------------- |
| Tatsumi Sekiguchi | Hidenobu Kiuchi           |
| Akihiko Chūzenji  | Hiroaki Hirata            |
| Shūtarō Kiba      | Takaaki Seki              |
| Reijirō Enokizu   | Toshiyuki Morikawa        |

#### Musik
Die Musik der Serie wurde komponiert von Shūsei Murai. Der Vorspann wurde unterlegt mit Lost in Blue, das Abspannlied ist Naked Love. Beide Titel stammen von Nightmare.